# Sint-Barbara- en Martinuskapel

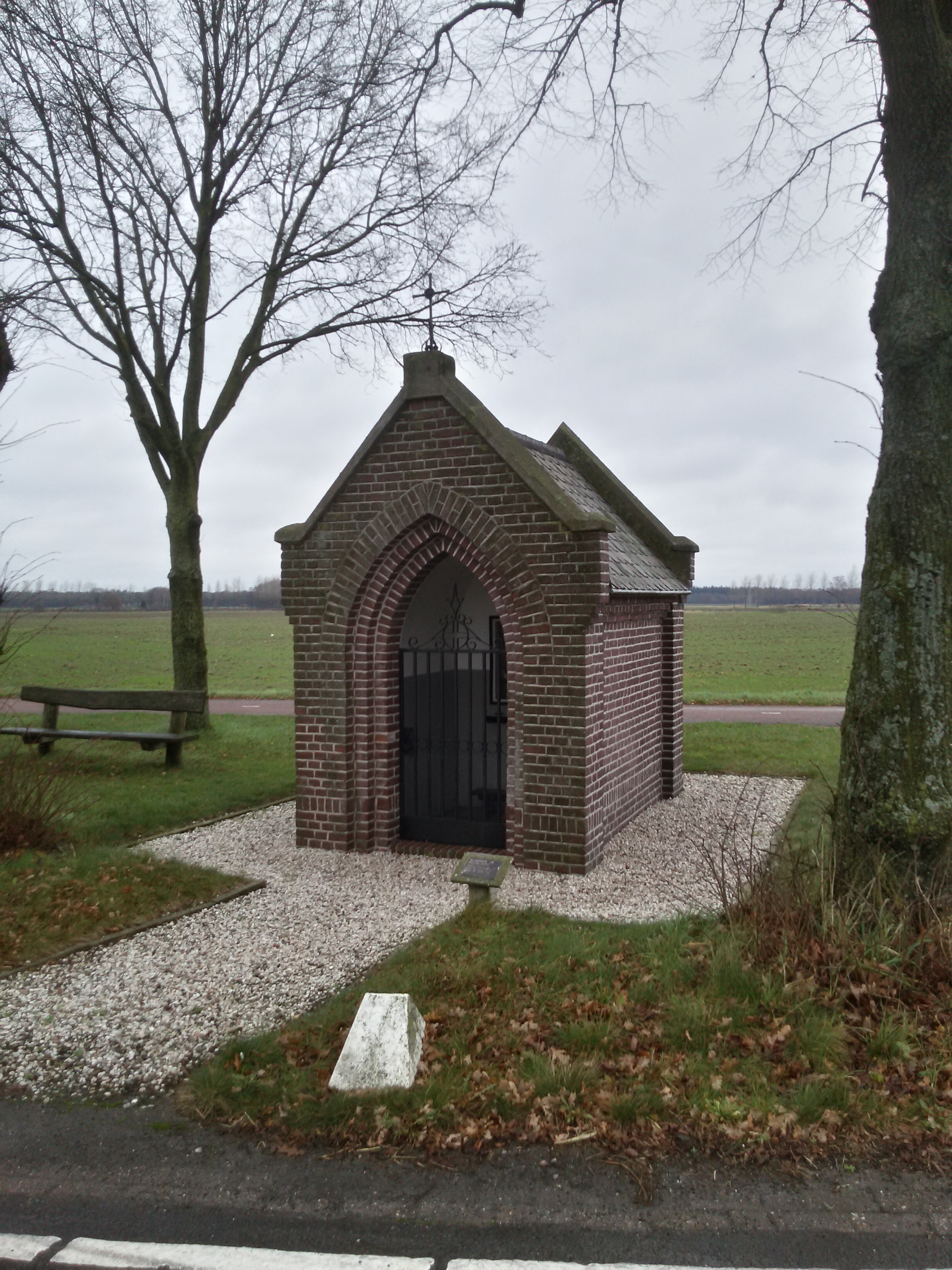
De Sint-Barbara- en Martinuskapel

De Sint-Barbara- en Martinuskapel is een kapel in Venray in de Nederlands Noord-Limburgse gemeente Venray. De kapel staat ten noorden van Venray aan de weg naar Overloon op de hoek van de wegen Overloonseweg en Spurkt.
De kapel is gewijd aan de heiligen Barbara van Nicomedië en Martinus van Tours.

## Geschiedenis
In 1920 werd de kapel gebouwd en de bouw vond plaats in opdracht van Jan Poels. Volgens de overlevering liet hij de kapel bouwen om de wens van een oudere, zeer slecht ter been zijnde vrouw te vervullen die niet meer naar de kerk kon lopen. Poels liet in Heide een nagenoeg identieke kapel bouwen, de Sint-Antonius Abt- en Alfonsuskapel. Oorspronkelijk stond in de kapel alleen een Sint-Martinusbeeldje die Poels had gekozen ter ere van zijn vader Martin. Toen Poels in 1934 plotseling overleed werd er in de kapel een tweede beeldje geplaatst van de heilige Barbara, de patrones die beschermd tegen een plotselinge dood.
De oorspronkelijke beelden werden vernield en in 1982 vervangen door nieuwe beelden.

## Bouwwerk
De bakstenen kapel is opgetrokken op een rechthoekig plattegrond en wordt gedekt door een verzonken zadeldak met leien. De frontgevel en achtergevel zijn topgevels met verbrede aanzet en schouderstukken, afgewerkt met cementsteen, waarbij op de top van de frontgevel een metalen kruis geplaatst is. De kapel heeft geen vensters en op de hoeken zijn steunberen aangebracht. In de frontgevel bevindt zich de drieledige spitsboogvormige toegang die wordt afgesloten met een hek.
Van binnen is de kapel wit geschilderd met een grijze lambrisering en gedekt door een spitsbooggewelf. In de achterwand is een rechthoekige nis aangebracht die wordt afgesloten met een traliehek en glas. In de nis zijn op een verhoging de gipsen beeldjes geplaatst van de heiligen, met links Sint-Barbara en rechts Sint-Martinus. Boven de nis is een tekstbord opgehangen met de tekst:

H.BARBARA BID VOOR ONS
H.MARTINUS BID VOOR ONS